# Bình Tân, Tây Sơn
Bình Tân là một xã thuộc huyện Tây Sơn, tỉnh Bình Định, Việt Nam.
Xã Bình Tân có diện tích 110,52 km², dân số năm 1999 là 5940 người, mật độ dân số đạt 54 người/km².

## Hành chính
Xã Bình Tân được chia thành 6 thôn: An Hội, M6, Mỹ Thạch, Phú Hưng, Thuận Hòa, Thuận Ninh.